# Hayley Raso
Hayley Raso (właśc. Hayley Emma Raso; ur. 5 września 1994 w Brisbane) – australijska piłkarka, występująca na pozycji napastniczki w hiszpańskim klubie Real Madryt oraz w reprezentacji Australii. Uczestniczka Mistrzostw Świata 2019 i 2023 oraz Pucharu Azji 2018 i 2022.

## Statystyki

### Klubowe
Na podstawie:
| Klub                   | Sezonów | Liga                           | Liga  | Liga   | Puchar krajowy | Puchar krajowy | Kontynentalne | Kontynentalne | Suma  | Suma   |
| Klub                   | Sezonów | Liga                           | Mecze | Bramki | Mecze          | Bramki         | Mecze         | Bramki        | Mecze | Bramki |
| ---------------------- | ------- | ------------------------------ | ----- | ------ | -------------- | -------------- | ------------- | ------------- | ----- | ------ |
| Canberra United FC     | 2       | W-League                       | 16    | 3      | 2              | 0              | –             | –             | 18    | 3      |
| Brisbane Roar FC       | 2       | W-League                       | 22    | 7      | 2              | 0              | –             | –             | 24    | 7      |
| Washington Spirit      | 1       | National Women’s Soccer League | 8     | 0      | 1              | 0              | –             | –             | 9     | 0      |
| Melbourne Victory FC   | 1       | W-League                       | 10    | 1      | 0              | 0              | –             | –             | 10    | 1      |
| Portland Thorns FC     | 4       | National Women’s Soccer League | 68    | 12     | 4              | 1              | –             | –             | 72    | 13     |
| Canberra United FC     | 3       | W-League                       | 10    | 2      | 1              | 0              | –             | –             | 11    | 2      |
| Brisbane Roar FC       | 3       | W-League                       | 21    | 9      | 2              | 0              | –             | –             | 23    | 9      |
| Everton F.C.           | 1       | FA Women’s Super League        | 22    | 5      | 7              | 0              | –             | –             | 29    | 5      |
| Manchester City W.F.C. | 2       | FA Women’s Super League        | 29    | 4      | 14             | 5              | 4             | 0             | 47    | 9      |
| Real Madryt            | 1       | Liga F                         | 18    | 3      | 3              | 0              | 8             | 0             | 29    | 3      |
|                        | Łącznie | Łącznie                        | 225   | 46     | 36             | 6              | 12            | 0             | 273   | 52     |

### Reprezentacyjne
Na podstawie:
| Mecze i gole w reprezentacji podczas Mistrzostw Świata 2019 | Mecze i gole w reprezentacji podczas Mistrzostw Świata 2019 | Mecze i gole w reprezentacji podczas Mistrzostw Świata 2019 | Mecze i gole w reprezentacji podczas Mistrzostw Świata 2019 | Mecze i gole w reprezentacji podczas Mistrzostw Świata 2019 | Mecze i gole w reprezentacji podczas Mistrzostw Świata 2019 | Mecze i gole w reprezentacji podczas Mistrzostw Świata 2019 | Mecze i gole w reprezentacji podczas Mistrzostw Świata 2019 |
| Lp.                                                         | Data                                                        | Miasto                                                      | Przeciwnik                                                  | Wynik                                                       | Gole                                                        | Inne                                                        | Faza rozgrywek                                              |
| ----------------------------------------------------------- | ----------------------------------------------------------- | ----------------------------------------------------------- | ----------------------------------------------------------- | ----------------------------------------------------------- | ----------------------------------------------------------- | ----------------------------------------------------------- | ----------------------------------------------------------- |
| 1.                                                          | 09.06.2019                                                  | Valenciennes                                                | Włochy                                                      | 1:2 (1:0)                                                   |                                                             |                                                             | Faza grupowa                                                |
| 2.                                                          | 13.06.2019                                                  | Montpellier                                                 | Brazylia                                                    | 3:2 (1:2)                                                   |                                                             |                                                             | Faza grupowa                                                |
| 3.                                                          | 18.06.2019                                                  | Grenoble                                                    | Jamajka                                                     | 4:1 (2:0)                                                   |                                                             |                                                             | Faza grupowa                                                |
| 4.                                                          | 22.06.2019                                                  | Melbourne                                                   | Norwegia                                                    | 1:1 (k.1:4)                                                 |                                                             |                                                             | 1/8 finału                                                  |

| Mecze i gole w reprezentacji podczas Mistrzostw Świata 2023 | Mecze i gole w reprezentacji podczas Mistrzostw Świata 2023 | Mecze i gole w reprezentacji podczas Mistrzostw Świata 2023 | Mecze i gole w reprezentacji podczas Mistrzostw Świata 2023 | Mecze i gole w reprezentacji podczas Mistrzostw Świata 2023 | Mecze i gole w reprezentacji podczas Mistrzostw Świata 2023 | Mecze i gole w reprezentacji podczas Mistrzostw Świata 2023 | Mecze i gole w reprezentacji podczas Mistrzostw Świata 2023 |
| Lp.                                                         | Data                                                        | Miasto                                                      | Przeciwnik                                                  | Wynik                                                       | Gole                                                        | Inne                                                        | Faza rozgrywek                                              |
| ----------------------------------------------------------- | ----------------------------------------------------------- | ----------------------------------------------------------- | ----------------------------------------------------------- | ----------------------------------------------------------- | ----------------------------------------------------------- | ----------------------------------------------------------- | ----------------------------------------------------------- |
| 1.                                                          | 20.07.2023                                                  | Sydney                                                      | Irlandia                                                    | 1:0 (0:0)                                                   |                                                             |                                                             | Faza grupowa                                                |
| 2.                                                          | 27.07.2023                                                  | Brisbane                                                    | Nigeria                                                     | 2:3 (1:1)                                                   |                                                             |                                                             | Faza grupowa                                                |
| 3.                                                          | 31.07.2023                                                  | Melbourne                                                   | Kanada                                                      | 4:0 (2:0)                                                   | 9', 39'                                                     |                                                             | Faza grupowa                                                |
| 4.                                                          | 07.08.2023                                                  | Sydney                                                      | Dania                                                       | 2:0 (1:0)                                                   | 70'                                                         |                                                             | 1/8 finału                                                  |
| 5.                                                          | 12.08.2023                                                  | Brisbane                                                    | Francja                                                     | 0:0 (k.7:6)                                                 |                                                             |                                                             | Ćwierćfinał                                                 |
| 6.                                                          | 16.08.2023                                                  | Sydney                                                      | Anglia                                                      | 1:3 (0:1)                                                   |                                                             |                                                             | Półfinał                                                    |
| 4.                                                          | 19.08.2023                                                  | Brisbane                                                    | Szwecja                                                     | 0:2 (0:1)                                                   |                                                             |                                                             | Mecz o 3. miejsce                                           |

## Sukcesy
Na podstawie:

### Klubowe
Z Canberra United:
- Mistrzyni Australii 2011/12

Z Portland Thorns FC:
- Mistrzyni USA 2017